# Powiat rzeszowski (Galicja)
Powiat rzeszowski – dawny powiat kraju koronnego Królestwo Galicji i Lodomerii, istniejący w latach 1867–1918.

## Historia
Siedzibą c.k. starostwa był Rzeszów. Powierzchnia powiatu w 1879 roku wynosiła 13,3853 mil kw. (770,19 km²), a ludność 117 721 osób. Powiat liczył 121 osad, zorganizowanych w 109 gmin katastralnych.
Na terenie powiatu działały 4 sądy powiatowe – miejski delegowany w Rzeszowie, w Głogowie, Strzyżowie i Tyczynie.

## Starostowie powiatu
- Paweł Kosiński (1871)
- Kazimierz Badeni (1879)
- Jan Tustanowski (1882)
- Adam Bogusław Fedorowicz (od ok. 1886 do 29 XII 1901)[1][2][3][4][5][6][7][8][9][10][11][12][13][14][15][16][17]
- Władysław Józef Fedorowicz (od 12 I 1902[18][19] do ok. 1903)[20][21]
- Roman Żurowski (1912–1914)[22][23]
- Adam Eugeniusz Leszczyński (od lipca 1914 do ok. 1918)[24][25][26][27][28].
  - kierownicy starostwa:
    - Franciszek Leszczyński (do 1916)[29][30][31]
    - Antoni Koncowicz (od. ok. VIII 1916)[32]
    - Władysław Chyliński (od X 1916[33] do XI 1917[34])

## Komisarze rządowi
- Henryk Bieniaszewski, Karol Jaworski (1871)
- Stanisław Rewakowicz, Edmund Romer (1879)
- Michał Panciewicz, Karol Heilkron-Strańsky (1882)
- Emil Schutt (1885[35])
- Józef Zaleski (1890)

## Komisarze powiatowi
- Antoni Koncowicz (1917)[36]